# Bruschetta

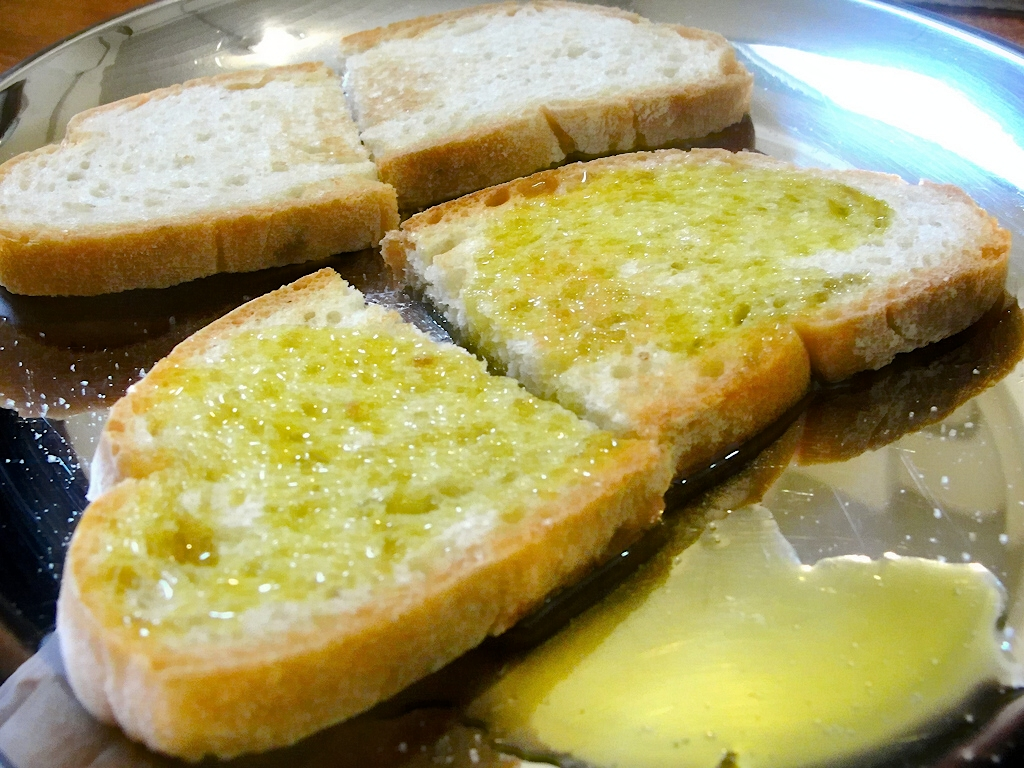
Bruschetta mit Knoblauch, Olivenöl und Salz

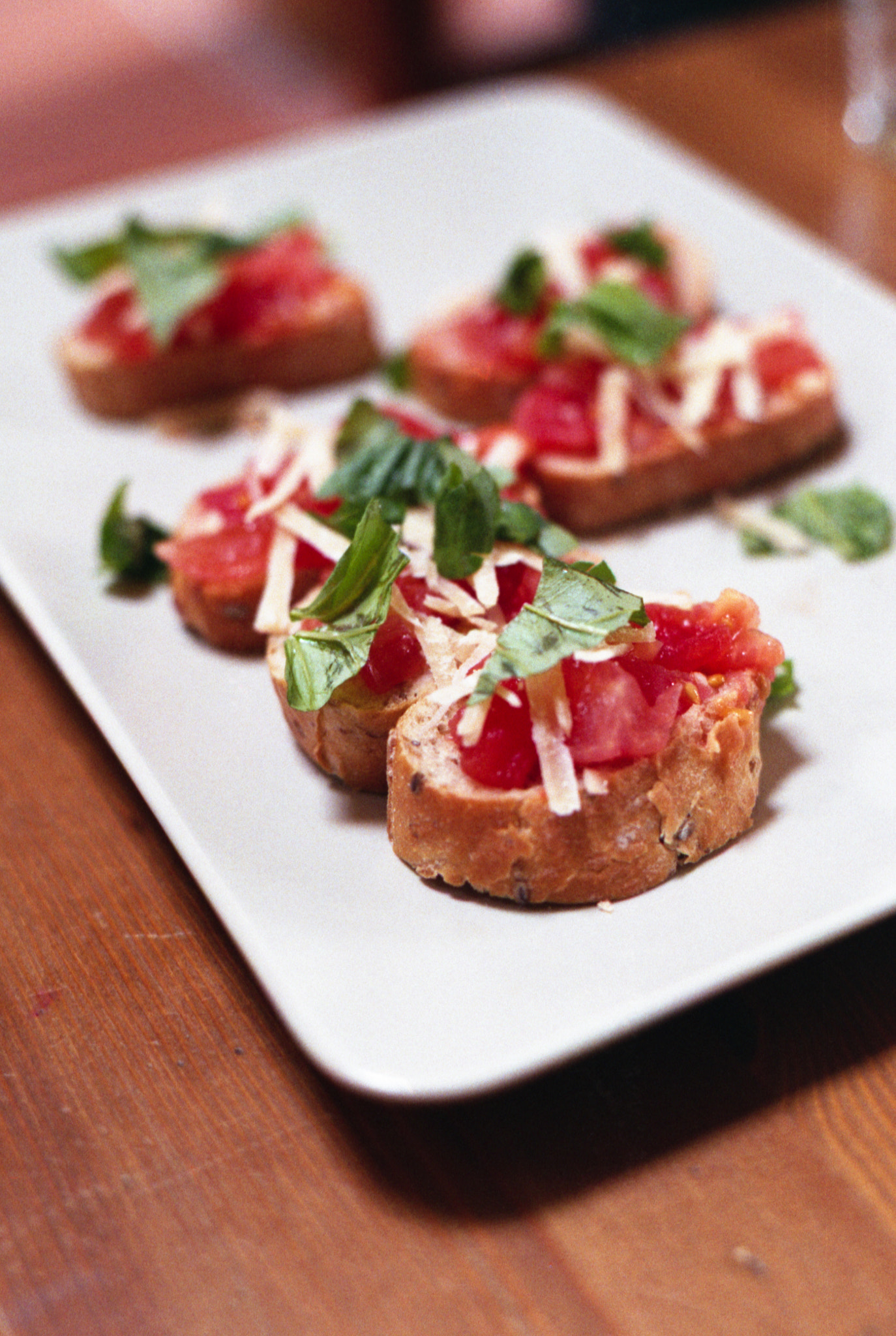
Bruschetta mit gehackten Tomaten und Basilikum

Bruschetta [brusˈketːa, anhörenⓘ] gehört zu den italienischen Antipasti. Das ursprüngliche „Arme-Leute-Essen“ stammt aus Mittel- und Süditalien. Frisch geröstetes Brot, wie etwa Pane Pugliese (mit harter Kruste), wird noch warm mit einer halbierten Knoblauchzehe eingerieben und anschließend mit Olivenöl beträufelt, nach Belieben gepfeffert und gesalzen und sofort verzehrt.

## Variationen
Bruschetta wird oft mit einem Belag versehen, je nach Region und Belieben sind zahlreiche Variationen bekannt:
- Häufig anzutreffen ist zum Beispiel ein Belag mit gehackten Tomaten und frischem Basilikum (Bruschetta con pomodoro e basilico). Dazu werden gehäutete Tomaten gewürfelt (das Kerngehäuse wird dabei entfernt) und mit Knoblauch, Basilikum, Olivenöl und etwas Salz und Pfeffer gemischt. Das Brot (üblich ist Weißbrot) wird angeröstet und kurz vor dem Servieren mit dem Tomaten-Knoblauch-Mix belegt. Diese Version ist in der Toskana und der Gegend um Neapel sehr verbreitet.
- In der Toskana wird es auch mit ungesalzenem Brot (Pane Sciocco) zubereitet und heißt dann Fettunta.
- In den Abruzzen rund um Pescara wird Bruschetta auch sehr gerne mit Schinken gegessen, mit Arrosticini (gegrillte Schaffleisch-Würfel) gilt es dort als Spezialität.
- In Kalabrien heißt Bruschetta Fedda ruscia (geröstete Scheibe Brot) und wird mit Olivenöl, Salz, Pfeffer und Oregano oder Paprika gegessen.
- Eine Variante der katalanischen Küche ist Pa amb tomàquet.